# Chelsea College of Art and Design
El Chelsea College of Arts és una facultat de la Universitat de les Arts de Londres (Anglaterra). Es tracta de la institució dedicada a les arts i al disseny britànica més reconeguda, amb reputació a nivell internacional. Ofereix formació superior en arts plàstiques, disseny gràfic, interiorisme, disseny espacial i disseny tèxtil, fins a nivell de doctorat.